# Psych/Episodenliste

Logo zur Serie

Diese Episodenliste enthält alle Episoden der US-amerikanischen Krimiserie Psych, sortiert nach der US-amerikanischen Erstausstrahlung. Zwischen 2006 und 2014 entstanden in acht Staffeln insgesamt 121 Episoden (darunter auch der Musical-Fernsehfilm Psych: The Musical) mit einer Länge von jeweils etwa 42 Minuten.

## Übersicht
| Staffel            | Episodenanzahl | Erstausstrahlung USA | Erstausstrahlung USA | Deutschsprachige Erstausstrahlung | Deutschsprachige Erstausstrahlung |
| Staffel            | Episodenanzahl | Staffelpremiere      | Staffelfinale        | Staffelpremiere                   | Staffelfinale                     |
| ------------------ | -------------- | -------------------- | -------------------- | --------------------------------- | --------------------------------- |
| 1                  | 15             | 7. Juli 2006         | 2. März 2007         | 25. Oktober 2007                  | 31. Januar 2008                   |
| 2                  | 16             | 13. Juli 2007        | 15. Februar 2008     | 21. Oktober 2008                  | 17. Februar 2009                  |
| 3                  | 16             | 18. Juli 2008        | 20. Februar 2009     | 30. November 2010                 | 29. März 2011                     |
| 4                  | 16             | 7. August 2009       | 10. März 2010        | 5. April 2011                     | 10. Juli 2012                     |
| 5                  | 16             | 14. Juli 2010        | 22. Dezember 2010    | 17. Juli 2012                     | 11. Juli 2013                     |
| 6                  | 16             | 12. Oktober 2011     | 11. April 2012       | 18. Juli 2013                     | 6. Oktober 2014                   |
| 7                  | 14             | 27. Februar 2013     | 29. Mai 2013         | 6. Oktober 2014                   | 1. Dezember 2014                  |
| Psych: The Musical | 2              | 15. Dezember 2013    | 15. Dezember 2013    | 24. November 2014                 | 24. November 2014                 |
| 8                  | 10             | 8. Januar 2014       | 26. März 2014        | 1. Dezember 2014                  | 5. Januar 2015                    |
| Psych: The Movie   |                | 7. Dezember 2017     | 7. Dezember 2017     | 7. Januar 2019                    | 7. Januar 2019                    |

## Staffel 1
Die Erstausstrahlung der ersten Staffel war vom 7. Juli 2006 bis zum 2. März 2007 auf dem US-amerikanischen Kabelsender USA Network zu sehen. Die deutschsprachige Erstausstrahlung sendete der Schweizer Free-TV-Sender 3+ vom 25. Oktober 2007 bis zum 31. Januar 2008.
| Nr. (ges.) | Nr. (St.) | Deutscher Titel                                                       | Originaltitel                                             | Erstausstrahlung USA | Deutschsprachige Erstausstrahlung (CH) | Regie             | Drehbuch                                          |
| --- | --------- | --------------------------------------------------------------------- | --------------------------------------------------------- | -------------------- | -------------------------------------- | ----------------- | ------------------------------------------------- |
| 1 | 1         | Mit einer Ausrede fängt es an                                         | Pilot                                                     | 7. Juli 2006         | 25. Okt. 2007                          | Michael Engler    | Steve Franks                                      |
| Als Shawn Spencer zufällig einen Bericht über einen Diebstahl in den Nachrichten sieht, gibt er der Polizei einen Tipp über den Täter, der sich später als wahr herausstellt. Daraufhin wird er zum Verhör geladen und entgeht dem Gefängnis nur durch die Behauptung, dass er Hellseher sei. Nachdem er daraufhin vom Polizeichef um Hilfe beim Fall eines entführten Sohnes eines Textilfirmainhabers gebeten wird, überredet er seinen Freund Gus mit ihm den Fall zu lösen. Nach anfänglichen Misserfolgen, finden die beiden schließlich in einer Hütte im Wald zwei Leichen, wovon einer davon der vermisste Sohn ist. Die Polizei sieht den Fall damit als abgeschlossen, ganz im Gegenteil zu Shawn. Dieser findet nämlich nach einem Treffen mit seinem Vater die Tasche, in der das Lösegeld gewesen ist. Darauf schlussfolgert er, dass der eigene Vater seinen Sohn und dessen Freund ermordet hat. Als Shawn und Gus ihn damit konfrontieren streitet er alles ab, bis Shawn die Bisswunde an seiner Hand erwähnt und er daraufhin gesteht. |           |                                                                       |                                                           |                      |                                        |                   |                                                   |
| 2 | 2         | So spannend kann ein Buchstabierwettbewerb sein!                      | Spellingg Bee                                             | 14. Juli 2006        | 1. Nov. 2007                           | Mel Damski        | Steve Franks                                      |
| Beim diesjährigen Buchstabierwettbewerb in Santa Barbara gibt es einen Fall von Sabotage, als der haushohe Favorit Brendan Vu während der Veranstaltung mysteriöserweise in Ohnmacht fällt. Gus, der als Kind an solchen Wettbewerben teilgenommen hat, ist völlig begeistert, zum Leid von Shawn, der das alles für eine Freakshow hält. Schon kurze Zeit später fällt der Spielleiter des Wettbewerbes, Elvin Cavanaugh, über das Gelände seiner Loge und ist beim Aufschlag sofort tot. Für die Polizei ist dieser Fall glasklar, nämlich dass Cavanaugh einen Herzinfarkt erlitten hatte und infolgedessen über das Geländer fiel. Shawn findet mit Hilfe eines Freundes seines Vaters heraus, dass das Essen von Cavanaugh vergiftet war. Beim erneuten Absuchen des Tatortes wird klar, dass der Spielleiter einen Vater der Teilnehmer beim Schummeln beobachtet hat und ihn auffliegen lassen wollte. Beim großen Finale entdeckt Shawn den Trick, mit dem der Vater seinem Sohn die richtige Schreibweise der Wörter übermittelt hatte. So werden die beiden am Ende disqualifiziert und verhaftet. |           |                                                                       |                                                           |                      |                                        |                   |                                                   |
| 3 | 3         | Man möge jetzt sprechen … oder für immer schweigen                    | Speak Now or Forever Hold Your Piece                      | 21. Juli 2006        | 8. Nov. 2007                           | Michael Zinberg   | Steve Franks                                      |
| Am Tag der Hochzeit des Sohnes des Bundesanwaltes Maxwell verschwindet der fünf Millionen teure Familienring aus dem Tresor des veranstaltenden Hotels. Shawn ist natürlich ganz wild darauf an dem Fall zu arbeiten, doch Lassiter will ihn alleine bearbeiten. Während er so seinen wilden Theorien nachgeht, schleicht sich Shawn zu dem baldigen Ehepaar und befragt diese. Unter einem Vorwand kriegt Shawn Gus dazu, mit ihm zu dem besagten Hotel zu fahren und sie engen dort die Liste der Verdächtigen auf die Hochzeitsgesellschaft ein. Bei ihren weiteren Untersuchungen finden sie Lassiters Hauptverdächtigen, den Sicherheitschef des Hotels, tot im Speiseaufzug. Gegen Abend veranstalten Shawn und Gus für den Bräutigam und die Braut einen Junggesellenabschied und schließen dort weitere Verdächtige aus. Mitten in der Hochzeitszeremonie enthüllt Shawn Lacey als die Täterin, die zunächst alles abstreitet, dann aber versucht zu fliehen. Auf der Flucht stolpert sie über einen ausgestreckten Fuß und verliert dabei ihren Hochzeitsstrauß, in dem sich tatsächlich der Ring befindet. |           |                                                                       |                                                           |                      |                                        |                   |                                                   |
| 4 | 4         | Attraktive Frau sucht toten Mann zwecks Geldanlage                    | Woman Seeking Dead Husband: Smokers Okay, No Pets         | 28. Juli 2006        | 20. Nov. 2007                          | Jeff Melman       | Steve Franks                                      |
| Zwei Bankräuber werden nach einer vierjährigen Haftstrafe wieder aus dem Gefängnis entlassen und suchen nun nach den dreieinhalb Millionen Dollar, die damals erbeutet wurden. Die Polizei glaubt nun, dass die beiden sich das Geld von der Frau des damaligen dritten Mittäters, Raylene Wilcroft, mit Gewalt zurückholen wollen. Als diese sich dann an Shawn wendet, versucht dieser Kontakt mit ihrem toten Mann aufzunehmen. Als dies mit einer zerbrochenen Fensterscheibe endet, kommt Shawn mit Hilfe seiner Hellseherfunktion an die Akte zum Fall über den Bankraub. Etwas außerhalb der Stadt finden sie schließlich den tot geglaubten David, der ihnen von seiner nun schon dreijährigen Suchen nach dem Geld berichtet. Am Abend versuchen Shawn und Gus in die Wohnung der beiden Bankräuber einzubrechen, werden dabei von ihnen aber entdeckt. Nachdem Shawn die beiden davon überzeugt hat, dass er ein „echter“ Hellseher ist, erzählen die beiden ihnen wer wirklich hinter alldem steckt. Im Mausoleum kommt es dann zum Wiedersehen zwischen den drei Bankräubern, an dessen Ende Raylene und David verhaftet werden. Am Ende suchen Shawn und Gus an einem verlassenen Weg nach dem noch immer nicht gefundenen Geld. |           |                                                                       |                                                           |                      |                                        |                   |                                                   |
| 5 | 5         | Katze krallt sich Killer?                                             | 9 Lives                                                   | 4. Aug. 2006         | 22. Nov. 2007                          | Matt Shakman      | Andy Berman                                       |
| Shawn und Gus geraten an einen Tatort eines offensichtlichen Selbstmordes, der wie es scheint einer von vielen Selbstmorden in den letzten paar Monaten ist, wobei die einzige Zeugin eine Katze ist. Als sich wenig später ein weiterer offensichtlicher Selbstmord einer Schauspielerin die gerade ihren Durchbruch geschafft hat ereignet, merkt auch die Polizei allmählich, dass es doch keine Selbstmorde waren. Bei Shawns weiteren Untersuchungen bemerken sie die einzige Gemeinsamkeit zwischen den Morden, nämlich dass sie alle eine Selbsthilfehotline angerufen haben. Beim Besuch des Gebäudes, wo die Hotline ihren Sitz hat, versuchen sie zunächst einen der Mitarbeiter zu überführen, doch als die Polizei wenig später von sich aus dort auftaucht und diese Mitarbeiter verhaftet, weiß Shawn inzwischen, dass er unschuldig ist. Er erinnerte sich an den Arbeiter der Telefongesellschaft, der draußen am Telefonmast einen Anruf abgehört hatte, und finden so heraus, wer das nächste Opfer ist. In der Wohnung des Polizisten Buzz stellen sie den Täter, der gerade dabei war McNab zum Selbstmord zu zwingen. Als die Polizei auftaucht, kann Lassiter mit Hilfe von Shawns Katze den Täter überwältigen.        |           |                                                                       |                                                           |                      |                                        |                   |                                                   |
| 6 | 6         | Da möchte man in Frieden Bürgerkrieg spielen …                        | Weekend Warriors                                          | 11. Aug. 2006        | 29. Nov. 2007                          | John Fortenberry  | Douglas Steinberg                                 |
| Bei den alljährlichen Proben der Nachstellung des amerikanischen Bürgerkrieges, dieses Jahr geht es um die Schlacht bei Piper’s Cove, von einigen Laiendarstellern unter der Führung von Lassiter, kommt einer der Darsteller durch eine Kugel ums Leben. Lassiter glaubt an einen tragischen Unfall, während Shawn davon überzeugt ist, dass es ein Mord ist. Zunächst wird Shawns alter Schulfreund George verdächtigt, da das Opfer mit seiner Frau eine Affäre hatte, doch die Größe der Schusswunde passt nicht ganz dazu. Da sie nicht weiterkommen, wollen Shawn und Gus bei der Nachstellung des Bürgerkriegs mitwirken, um so weitere Informationen zu erhalten. Dabei findet Shawn zunächst die noch fehlende Kugel und entdeckt auch, dass der Täter nicht sein gewünschtes Ziel getroffen hatte. Am Tag der Aufführung bemerken sie zunächst einen Abflusstunnel, der direkt in Mahoneys Zelt führt. Sie stellen den Täter in seinem eigenen Laden und bei der späteren Vernehmung kommt heraus, dass er gemeinsame Sachen mit Sally, sein eigentliches Ziel, gemacht hat. |           |                                                                       |                                                           |                      |                                        |                   |                                                   |
| 7 | 7         | Ein Geschlechterkampf der etwas anderen Art                           | Who Ya Gonna Call?                                        | 18. Aug. 2006        | 6. Dez. 2007                           | Michael Lange     | Kerry Lenhart & John J. Sakmar                    |
| Der Psychologe Dr. Blinn wurde in seiner Praxis ermordet aufgefunden. Shawn und Gus versuchen den Fall zu lösen, doch Lassiter will ihn alleine lösen. Wieder zurück in ihrer Kanzlei, bittet sie ein Mann namens Robert ihm zu helfen, da er glaubt, ein Geist möchte ihn umbringen. Shawn hält den Mann für verrückt, während Gus den Fall unbedingt übernehmen möchte. Als Nächstes gucken sie sich seine Wohnung an, wobei Shawn eine fiese Ex-Frau in Verdacht hat. Am nächsten Tag besuchen Shawn und Gus Roberts Ex-Frau in San Francisco, wobei es sich herausstellt, dass sie es nicht war. Bei ihren weiteren Untersuchungen in Roberts Haus entdecken sie, dass er an einer multiplen Persönlichkeitsstörung leidet. Nachdem sie Einsicht in seine Patientenakte werfen konnten, wusste Shawn, wer Dr. Blinn getötet hatte und warum. Sie stürmen in die Praxis von Dr. Dake und Lassiter kann gerade noch so verhindern, dass Regina, Roberts weibliche Form, Dr. Drake erschlägt. |           |                                                                       |                                                           |                      |                                        |                   |                                                   |
| 8 | 8         | Shawn gegen „Das Rote Phantom“                                        | Shawn Vs. The Red Phantom                                 | 25. Aug. 2006        | 13. Dez. 2007                          | John T. Kretchmer | Anupam Nigam                                      |
| Während Chief Vick und Lassiter auf einer Tagung sind, hat Juliet so lange die Leitung des Departments übernommen und erzählt Shawn von einem vermissten 18-jährigen Teenager, bei dem die Polizei aber erst nach 48 Stunden ermitteln darf. Beim Besuch seines Zuhauses finden Shawn und Gus neben einer Menge an Geld noch heraus, dass sich der vermisste Junge womöglich bei einer jährlichen Comicausstellung aufhält. Die beiden verschaffen sich durch eine Lüge Zutritt zur Convention und müssen dort feststellen, dass er dort nicht ist. Bei den weiteren Untersuchungen entdecken sie eine Verbindung zum Produktionsstudio des Filmes Das Rote Phantom, welchen der vermisste Junge scharf kritisiert hat. Doch als dann der Studiochef selber und danach noch seine Promotionassistentin Talia verschwinden, ahnt Shawn, wer noch als Einziger ein Motiv hat, dies alles zu tun. Shawn geht auf die Bühne und enthüllt Hiltz Kooler, den Schöpfer des Comics Der grüne Geist, als Täter, da dessen Comicfigur durch einen schlechten Film derselben Produktionsfirma zu einer Witzfigur degradiert wurde. |           |                                                                       |                                                           |                      |                                        |                   |                                                   |
| 9 | 9         | Tiere, Menschen, Endstationen                                         | Forget Me Not                                             | 19. Jan. 2007        | 20. Dez. 2007                          | Mel Damski        | Lee Goldberg & William Rabkin                     |
| Shawn und Gus helfen einem alten Kollegen von Shawns Vater dabei den Mordfall an Mike McMillan zu lösen, den er eigentlich bereits gelöst hatte und nun durch seine Alzheimer-Krankheit wieder vergessen hat. Beim Umstand des Todes entdecken sie gewisse Gemeinsamkeiten zwischen diesem Fall und einem tragischen Unfall von vor zwanzig Jahren, bei dem eine junge Frau namens Zoe Sharp von einem Berglöwen angefallen und getötet wurde. Bei ihren weiteren Untersuchungen im Wald stellen sie aufgrund der Spuren am Tatort fest, dass es doch kein Unfall gewesen ist. Über die Freundin des Opfers und einer leichtgläubigen Apothekerin erfahren sie, dass sowohl das Opfer Mike als auch Mr. Crocker dieselben Medikamente verschrieben wurden, da sie beide an der gleichen genetisch vererbbaren Krankheit leiden. Auf einer Party von Mr. Crocker entlarvt Shawn schließlich Ms. Crocker als die Mörderin von Zoe und von Mike, die einfach das Familienvermögen nicht mit den beiden teilen wollte. |           |                                                                       |                                                           |                      |                                        |                   |                                                   |
| 10 | 10        | Erde ruft Lassiter                                                    | From The Earth To Starbucks                               | 26. Jan. 2007        | 27. Dez. 2007                          | Michael Zinberg   | Steve Franks                                      |
| Da Lassiter angesichts einiger Misserfolge in der letzten Zeit an seinen Fähigkeiten als Detektive zweifelt, helfen Shawn, Gus und Juliet ihm dabei den Fall des toten Astronomen Bryant Vallery aufzuklären. Shawn fängt daraufhin einen Job im Observatorium an, um so mehr Informationen zu erhalten. Bei seinen Untersuchungen stellt er fest, dass das Opfer eine Affäre mit einer der Angestellten gehabt hatte und diese erst vor kurzem beendet hatte. Nachdem Shawn bereits zu Anfang Bryants Partner Hugo in Verdacht hatten, statten sie seinem Anwesen einen Besuch ab und fanden in seinem Garten jede Menge giftiger Fingerhüte-Pflanzen. Bei der Befragung der Angestellten erfahren sie, dass Hugo eine außerordentliche Entdeckung gemacht hat und diese nun auf einer Pressekonferenz mitteilen möchte. Als die Polizei auftaucht, helfen Shawn, Gus und Juliet Lassiter auf die Sprünge und erklären ihm, wie Bryant monatelang seinen Partner mit Alkaloiden vergiftete. |           |                                                                       |                                                           |                      |                                        |                   |                                                   |
| 11 | 11        | Er liebt mich, er liebt mich nicht, er liebt mich, huch … er ist tot! | He Loves Me, He Loves Me Not, He Loves Me, Oops He’s Dead | 2. Feb. 2007         | 3. Jan. 2008                           | Tim Matheson      | Andy Berman                                       |
| Detektive Lassiter überlässt Shawn und Gus freiwillig einen Fall, bei dem ein Mann namens Fred Turk behauptet, von Aliens entführt worden zu sein und nackt auf einem Feld wieder aufgewacht ist. Bereits kurze Zeit später taucht auf demselben Feld, auf dem auch Turk gefunden wurde, ein weiteres angebliches Entführungsopfer auf. Die einzige Gemeinsamkeit zwischen den beiden bringt Shawn und Gus schließlich zu einem Sonnenstudio. Dort erhalten sie einen Anruf von Chief Vick, die ihnen von einem weiteren Opfer, dieses Mal tot, berichtet. Shawn erinnert sich an ein Kleeblatt-Symbol, dass alle drei am Arm haben und das sie zu einem irischen Restaurant bringt. Dort bei einem Speed-Dating versuchen Shawn, Gus, Lassiter und Juliet herauszufinden wer der Täter ist, wobei zunächst nichts herauskommt. Nach einigen weiteren Untersuchungen nehmen sie wieder bei einem Speed-Dating teil, beidem Shawn Marvin, ein Angestellter im Restaurant, sowie seine Frau Gloria als die Täter enthüllt. |           |                                                                       |                                                           |                      |                                        |                   |                                                   |
| 12 | 12        | Überwiegend wolkig … gebietsweise Mord                                | Cloudy… Chance Of Murder                                  | 9. Feb. 2007         | 10. Jan. 2008                          | Lev L. Spiro      | Andy Berman                                       |
| Während Shawn und Gus im Gericht sind, bemerken sie eine junge Frau namens Sandra Panitch, die wegen Mordes an dem bekannten Wetterreporter Jackson Hale angeklagt wird, und entschließen ihrem unfähigen Anwalt Adam Hornstock als Berater unter die Arme zugreifen. Bei ihren Untersuchungen erfahren die beiden, dass der Jacksons Kollege Ruben Leonard bereits seit einiger Zeit den Posten als Wetterreporter haben wollte. Die Staatsanwaltschaft bringt dann als Beweis ein Video, auf dem die Angeklagte beim Mord zu sehen sein soll. Shawn glaubt trotzdem an die Unschuld der Mandantin und nimmt sich das Video mit nach Hause, wobei er zufällig im Video den wahren Mörder sieht. Bei der Verhandlung zeigt er denn Geschworenen wo im Video der Täter zu sehen ist und konfrontiert diesen damit, welche danach die Tat gesteht. |           |                                                                       |                                                           |                      |                                        |                   |                                                   |
| 13 | 13        | Spiel, Satz … und Straftat?                                           | Game Set? Muuurder?                                       | 16. Feb. 2007        | 17. Jan. 2008                          | James L. Conway   | Anupam Nigam                                      |
| Während Gus bei einem Betriebsausflug ist, erhält Shawn den Fall der verschwundenen weltklasse Tennisspielerin Deanna übertragen. Bei den ersten Untersuchungen stellen sie fest, dass sie wohl einen geheimen Freund haben muss und sich auch allgemein in letzter Zeit mehr für Jungs als für ihre Karriere interessiert hat. Die Vermisste wird dann lebensgefährlich verletzt in der Wohnung ihrer Freundin gefunden. Die Polizei geht davon aus, dass es ihr früherer Stalker Felix Alvarez gewesen ist, wobei Juliet diese Ansicht nicht ganz teilt und Shawn daher bei seinen Untersuchungen hilft. Nachdem sich Shawn nochmals die Tatortfotos und den Tatort selber angeguckt hat, wird ihm bewusst, dass etwas nicht stimmt. Im Polizeipräsidium enthüllt er schließlich einen der Fotografen, der für die Polizei Fotos von dem Tatort gemacht hat, als Täter. |           |                                                                       |                                                           |                      |                                        |                   |                                                   |
| 14 | 14        | Pokerface gegen Pokerface                                             | Poker? I Barely Know Her                                  | 23. Feb. 2007        | 24. Jan. 2008                          | Joanna Kerns      | Kerry Lenhart, John J. Sakmar & Douglas Steinberg |
| Henrys Freund Bill Peterson weigert sich, seinen Sohn Brandon als vermisst zu melden, nachdem er erfahren hat, dass dieser ihm 30.000 US-Dollar gestohlen hat und bittet darum Shawn und Gus um Hilfe. Diese finden auch schnell den Grund für Brandons Geldprobleme, nämlich dass er einem Ring illegaler Pokerspieler angehört. Online verabreden sie sich dann mit Brandon und überzeugen ihn, zu seinem Vater zurückzugehen. Doch anstatt sich mit seinem Vater zu einigen, entwendet er ihm alles Geld aus seinem Safe und macht sich auf in ein Casino, wo gerade ein Pokerturnier stattfindet. Shawn, Gus, Bill und Henry können ihn jedoch davon abhalten zu spielen und lassen stattdessen Shawn am Turnier teilnehmen, der es auch ins Finale schafft. Als Shawns Gegner J.P. kurz seine Brille absetzt, beobachtet Shawn eine komisch leuchtende Substanz auf den Karten und enthüllt schließlich den Trick mit dem J.P. mit Hilfe einer Dealerin immer wusste, wo die hohen Karten sind. Währenddessen versuchte Juliet eine Geburtstagsparty für Lassiter zu organisieren, was am Ende aber zu einem Treffen von Personen führt, die Lassiter irgendwann einmal verhaftet hat.                                                   |           |                                                                       |                                                           |                      |                                        |                   |                                                   |
| 15 | 15        | Zimmer 413: Studentinnen des Todes                                    | Scary Sherry: Bianca’s Toast                              | 2. März 2007         | 31. Jan. 2008                          | John Landis       | Steve Franks & James Roday                        |
| Juliet ist undercover und bittet Shawn und Gus, bei einem Fall eines angeblichen Selbstmordes einer Studentin namens Doreen Harthan, um Hilfe. Als die drei bei einer Studentinnenparty anwesend sind, werden sie Zeuge einiger merkwürdiger Ereignisse, wie z. B. eine Stimme immer wieder das Wort: „ACNAIB“ sagt. Später entdeckt Shawn, dass es eigentlich Bianca rückwärts gelesen ist und berichtet Juliet davon. Doch bevor sie beim Studentinnenwohnheim ankommen, ist Bianca bereits mit Hilfe eines Toasters durch einen Stromstoß getötet worden. Wenig später entdeckt Shawn, dass Alice hinter dem Mord an Bianca stecken muss, als diese herausgefunden hat, was Bianca und Betty ihrer besten Freundin Doreen angetan haben. Alice hat inzwischen Juliet zu einer sogenannten Totenwache in die verlassene psychiatrische Anstalt gebeten, wobei sie die Absicht hat, Juliet zu töten. Lassiter, Shawn und Gus kommen ihr zu Hilfe und gemeinsam können sie Alice schließlich überwältigen. |           |                                                                       |                                                           |                      |                                        |                   |                                                   |

## Staffel 2
Die Erstausstrahlung der zweiten Staffel war vom 13. Juli 2007 bis zum 15. Februar 2008 auf dem US-amerikanischen Kabelsender USA Network zu sehen. Die deutschsprachige Erstausstrahlung sendete der deutsche Free-TV-Sender RTL vom 21. Oktober 2008 bis zum 17. Februar 2009.
| Nr. (ges.) | Nr. (St.) | Deutscher Titel                                          | Originaltitel                              | Erstausstrahlung USA | Deutschsprachige Erstausstrahlung (D) | Regie           | Drehbuch                   |
| ---------- | --------- | -------------------------------------------------------- | ------------------------------------------ | -------------------- | ------------------------------------- | --------------- | -------------------------- |
| 16         | 1         | Wer sucht heim den Star, der sich für super hält?        | American Duos                              | 13. Juli 2007        | 21. Okt. 2008                         | John Landis     | Steve Franks & James Roday |
| 17         | 2         | Waren sie zur Tatzeit bereits ausgestorben?              | 65 Million Years Off                       | 20. Juli 2007        | 28. Okt. 2008                         | Tim Matheson    | Steve Franks               |
| 18         | 3         | Duell der Hellseher                                      | Psy Vs. Psy                                | 27. Juli 2007        | 4. Nov. 2008                          | Mel Damski      | Andy Berman                |
| 19         | 4         | Pimp My Psych                                            | Zero to Murder in Sixty Seconds            | 3. Aug. 2007         | 11. Nov. 2008                         | Stephen Surjik  | Saladin K. Patterson       |
| 20         | 5         | Pferdefüße beim Pferderennen                             | And Down the Stretch Comes Murder          | 10. Aug. 2007        | 18. Nov. 2008                         | Michael Zinberg | Josh Bycel                 |
| 21         | 6         | Schlecht sind die Pilze und die Hellseher kaum besser    | Meat Is Murder, But Murder Is Also Murder  | 17. Aug. 2007        | 25. Nov. 2008                         | Eric Laneuville | Daniel Hsia                |
| 22         | 7         | Wenn du so klug bist, warum bist du dann tot?            | If You’re So Smart, Then Why Are You Dead? | 24. Aug. 2007        | 2. Dez. 2008                          | Arlene Sanford  | Anupam Nigam               |
| 23         | 8         | Kinder sind unsere Zukunft … unsere steinreiche Zukunft! | Rob-a-Bye Baby                             | 7. Sep. 2007         | 9. Dez. 2008                          | Paul Lazarus    | Tami Sagher                |
| 24         | 9         | Kopfgeldjägereien                                        | Bounty Hunters!                            | 14. Sep. 2007        | 16. Dez. 2008                         | John Badham     | Andy Berman                |
| 25         | 10        | Ihr Mörderlein kommet, o kommet doch all                 | Gus’ Dad May Have Killed an Old Guy!       | 4. Dez. 2007         | 23. Dez. 2008                         | Oz Scott        | Saladin K. Patterson       |
| 26         | 11        | Verrückt nach Mira                                       | There’s Something About Mira               | 11. Jan. 2008        | 30. Dez. 2008                         | Joanna Kerns    | Josh Bycel                 |
| 27         | 12        | Schatten der Rentnerschaft                               | The Old and the Restless                   | 18. Jan. 2008        | 6. Jan. 2009                          | Jason Ensler    | Anupam Nigam               |
| 28         | 13        | Licht, Kamera – und Mord!                                | Lights, Camera … Homicidio                 | 25. Jan. 2008        | 27. Jan. 2009                         | Matt Shakman    | Andy Berman                |
| 29         | 14        | Lügen, Leiche und Loge                                   | Dis-Lodged                                 | 1. Feb. 2008         | 3. Feb. 2009                          | Mel Damski      | Tim Meltreger              |
| 30         | 15        | Modeopfer de luxe                                        | Black and Tan: A Crime of Fashion          | 8. Feb. 2008         | 10. Feb. 2009                         | Mel Damski      | Steve Franks & James Roday |
| 31         | 16        | Eine Mumie geht (und bringt) um!                         | Shawn (and Gus) of the Dead                | 15. Feb. 2008        | 17. Feb. 2009                         | Steve Franks    | Steve Franks               |

## Staffel 3
Die Erstausstrahlung der dritten Staffel war vom 18. Juli 2008 bis zum 20. Februar 2009 auf dem US-amerikanischen Kabelsender USA Network zu sehen. Die deutschsprachige Erstausstrahlung sendete der deutsche Free-TV-Sender RTL vom 30. November 2010 bis zum 29. März 2011.
| Nr. (ges.) | Nr. (St.) | Deutscher Titel                                           | Originaltitel                                        | Erstausstrahlung USA | Deutschsprachige Erstausstrahlung (D) | Regie             | Drehbuch                     |
| ---------- | --------- | --------------------------------------------------------- | ---------------------------------------------------- | -------------------- | ------------------------------------- | ----------------- | ---------------------------- |
| 32         | 1         | Geister                                                   | Ghosts                                               | 18. Juli 2008        | 30. Nov. 2010                         | Stephen Surjik    | Steve Franks                 |
| 33         | 2         | Ein Shawn für alle Fälle                                  | Murder?… Anyone?… Anyone?… Bueller?                  | 25. Juli 2008        | 7. Dez. 2010                          | Michael McMurray  | Andy Bergman                 |
| 34         | 3         | Wann und wie gehen Draufgänger drauf?                     | Daredevils!                                          | 1. Aug. 2008         | 14. Dez. 2010                         | John Badham       | Anupam Nigam                 |
| 35         | 4         | Das größte Abenteuer in der Geschichte des Farbfernsehens | The Greatest Adventure in the History of Basic Cable | 8. Aug. 2008         | 21. Dez. 2010                         | Jay Chandrasekhar | Josh Bycel                   |
| 36         | 5         | Schwamm drunter und drüber?                               | Disco Didn’t Die. It Was Murdered!                   | 15. Aug. 2008        | 4. Jan. 2011                          | Mel Damski        | Saladin K. Patterson         |
| 37         | 6         | Verwerfliche Verwerfungen                                 | There Might Be Blood                                 | 21. Aug. 2008        | 11. Jan. 2011                         | John Badham       | Kell Cahoon                  |
| 38         | 7         | Derby Talk                                                | Talk Derby to Me                                     | 5. Nov. 2008         | 1. Feb. 2011                          | Steve Miner       | Tim Meltreger                |
| 39         | 8         | Als Gus eine Bank betritt …                               | Gus Walks Into a Bank                                | 12. Nov. 2008        | 8. Feb. 2011                          | Eric Laneuville   | Andy Berman                  |
| 40         | 9         | Es begab sich aber zu der Zeit … viel zu viel!            | Christmas Joy                                        | 28. Nov. 2008        | 28. Dez. 2010                         | John Landis       | Saladin K. Patterson         |
| 41         | 10        | Gemordet wird immer                                       | Six Feet Under the Sea                               | 9. Jan. 2009         | 15. Feb. 2011                         | Steve Franks      | Steve Franks                 |
| 42         | 11        | Böser, böser Lassie                                       | Lassie Did a Bad, Bad Thing                          | 16. Jan. 2009        | 22. Feb. 2011                         | Stephen Surjik    | Kell Cahoon                  |
| 43         | 12        | Feuer mit Feuer                                           | Earth, Wind and… Wait for It                         | 23. Jan. 2009        | 1. März 2011                          | Tim Matheson      | Anupam Nigam                 |
| 44         | 13        | Wofür braucht ein Toter auch zwei Füße?                   | Any Given Friday Night at 10pm, 9pm Central          | 30. Jan. 2009        | 8. März 2011                          | Mel Damski        | Josh Bycel                   |
| 45         | 14        | Wahrere Lügen                                             | Truer Lies                                           | 6. Feb. 2009         | 15. März 2011                         | Martha Coolidge   | Victoria Walker              |
| 46         | 15        | Dienstag, der 17.                                         | Tuesday the 17th                                     | 13. Feb. 2009        | 22. März 2011                         | James Roday       | Steve Franks und James Roday |
| 47         | 16        | Ein Abend mit dem geheimnisvollen Mr. Yang                | An Evening with Mr. Yang                             | 20. Feb. 2009        | 29. März 2011                         | Mel Damski        | Andy Berman und James Roday  |

## Staffel 4
Die Erstausstrahlung der vierten Staffel war vom 7. August 2009 bis zum 10. März 2010 auf dem US-amerikanischen Kabelsender USA Network zu sehen. Die deutschsprachige Erstausstrahlung sendete der deutsche Free-TV-Sender RTL vom 5. April 2011 bis zum 10. Juli 2012.
| Nr. (ges.) | Nr. (St.) | Deutscher Titel                                    | Originaltitel                                           | Erstausstrahlung USA | Deutschsprachige Erstausstrahlung (D) | Regie             | Drehbuch                           |
| ---------- | --------- | -------------------------------------------------- | ------------------------------------------------------- | -------------------- | ------------------------------------- | ----------------- | ---------------------------------- |
| 48         | 1         | Shawns & Gus’ verrückte Reise durch Kanada         | Extradition: British Columbia                           | 7. Aug. 2009         | 5. Apr. 2011                          | Steve Franks      | Steve Franks                       |
| 49         | 2         | Wer früher mordet, ist schneller reich             | He Dead                                                 | 14. Aug. 2009        | 12. Apr. 2011                         | Michael McMurray  | Saladin K. Patterson               |
| 50         | 3         | Spiel mir das Spiel vom Tod                        | High Noon-ish                                           | 21. Aug. 2009        | 19. Apr. 2011                         | Mel Damski        | Kell Cahoon                        |
| 51         | 4         | Der Teufel steckt im Detail … und in jungen Frauen | The Devil’s in the Details… and in the Upstairs Bedroom | 28. Aug. 2009        | 26. Apr. 2011                         | John Badham       | Bill Callahan                      |
| 52         | 5         | Lassiters vertraute Feinde                         | Shawn Has the Yips                                      | 11. Sep. 2009        | 3. Mai 2011                           | Tawnia McKiernan  | Kell Cahoon & Bill Callahan        |
| 53         | 6         | Bollywood Love – Töte und denke nur an morgen      | Bollywood Homicide                                      | 18. Sep. 2009        | 10. Mai 2011                          | Jay Chandrasekhar | Steve Franks & Anupam Nigam        |
| 54         | 7         | Comeback mit Opfer                                 | High Top Fade Out                                       | 25. Sep. 2009        | 8. Mai 2012                           | Stephen Surjik    | Saladin K. Patterson & James Roday |
| 55         | 8         | Jetzt wird’s haarig                                | Let’s Get Hairy                                         | 9. Okt. 2009         | 15. Mai 2012                          | Andrew Bernstein  | Todd Harthan & James Roday         |
| 56         | 9         | Shawn … verzweifelt gesucht                        | Shawn Takes a Shot in the Dark                          | 16. Okt. 2009        | 22. Mai 2012                          | Mel Damski        | Andy Berman                        |
| 57         | 10        | Der Soldat David Starks                            | You Can’t Handle This Episode                           | 27. Jan. 2010        | 29. Mai 2012                          | Mel Damski        | Andy Berman                        |
| 58         | 11        | Beim Tod hört die Freundschaft echt auf            | Thrill Seekers and Hell Raisers                         | 3. Feb. 2010         | 5. Juni 2012                          | Mel Damski        | Kell Cahoon & Saladin K. Patterson |
| 59         | 12        | Scott & Juliet                                     | A Very Juliet Episode                                   | 10. Feb. 2010        | 12. Juni 2012                         | Steve Franks      | Steve Franks & Tim Meltreger       |
| 60         | 13        | Lautloser Killer                                   | Death Is in the Air                                     | 17. Feb. 2010        | 19. Juni 2012                         | Stephen Surjik    | Bill Callahan & Anupam Nigam       |
| 61         | 14        | Spagat zwischen Attentat und Heldentat             | Think Tank                                              | 24. Feb. 2010        | 26. Juni 2012                         | Stephen Surjik    | Steve Franks & Andy Berman         |
| 62         | 15        | Der Hai – nicht der Weiße                          | The Head, the Tail, the Whole Damn Episode              | 3. März 2010         | 3. Juli 2012                          | Matt Shakman      | Steve Franks & Tim Meltreger       |
| 63         | 16        | Kein Yang ohne Yin                                 | Mr. Yin Presents                                        | 10. März 2010        | 10. Juli 2012                         | James Roday       | Andy Berman & James Roday          |

## Staffel 5
Die Erstausstrahlung der fünften Staffel war vom 14. Juli 2010 bis zum 22. Dezember 2010 auf dem US-amerikanischen Kabelsender USA Network zu sehen. Die deutschsprachige Erstausstrahlung sendete der deutsche Free-TV-Sender RTL vom 17. Juli 2012 bis zum 11. Juli 2013.
| Nr. (ges.) | Nr. (St.) | Deutscher Titel                              | Originaltitel                               | Erstausstrahlung USA | Deutschsprachige Erstausstrahlung (D) | Regie             | Drehbuch                           |
| ---------- | --------- | -------------------------------------------- | ------------------------------------------- | -------------------- | ------------------------------------- | ----------------- | ---------------------------------- |
| 64         | 1         | Romeo und Juliet und Juliet                  | Romeo and Juliet and Juliet                 | 14. Juli 2010        | 17. Juli 2012                         | Steve Franks      | Steve Franks                       |
| 65         | 2         | Tiefe Wasser sind still                      | Feet Don’t Kill Me Now                      | 21. Juli 2010        | 24. Juli 2012                         | Mel Damski        | Saladin K. Patterson               |
| 66         | 3         | Unheimliche Begegnung der hinterlistigen Art | Not Even Close… Encounters                  | 28. Juli 2010        | 31. Juli 2012                         | John Badham       | Bill Callahan                      |
| 67         | 4         | Ritterlichkeit … wer tötet deine Liebhaber?  | Chivalry Is Not Dead… But Someone Is        | 4. Aug. 2010         | 7. Aug. 2012                          | Jay Chandrasekhar | Andy Berman                        |
| 68         | 5         | Shawn groß in Fahrt                          | Shawn and Gus in Drag (Racing)              | 11. Aug. 2010        | 14. Aug. 2012                         | Mel Damski        | Kell Cahoon & Tim Meltreger        |
| 69         | 6         | Zwei verrückte Paare                         | Viagra Falls                                | 18. Aug. 2010        | 21. Aug. 2012                         | Andrew Bernstein  | Todd Harthan                       |
| 70         | 7         | Fährenflucht                                 | Ferry Tale                                  | 25. Aug. 2010        | 28. Aug. 2012                         | Reginald Hudlin   | Kell Cahoon & Saladin K. Patterson |
| 71         | 8         | Shawn 2.0                                    | Shawn 2.0                                   | 1. Sep. 2010         | 16. Mai 2013                          | David Crabtree    | Bill Callahan                      |
| 72         | 9         | Die Spionin, die mich liebte                 | One, Maybe Two, Ways Out                    | 8. Sep. 2010         | 23. Mai 2013                          | Mel Damski        | Andy Berman & Todd Harthan         |
| 73         | 10        | Kanada II: Shawns & Gus’ wilde Fortsetzung   | Extradition II: The Actual Extradition Part | 10. Nov. 2010        | 30. Mai 2013                          | Steve Franks      | Steve Franks                       |
| 74         | 11        | Ich weiß, was ihr vor 15 Jahren getan habt   | In Plain Fright                             | 17. Nov. 2010        | 6. Juni 2013                          | Stephen Surjik    | Steve Franks & Tim Meltreger       |
| 75         | 12        | Das Geheimnis von Dual Spires                | Dual Spires                                 | 1. Dez. 2010         | 13. Juni 2013                         | Matt Shakman      | Bill Callahan & James Roday        |
| 76         | 13        | Police Academy – Hoffnungslos erfolgreich    | We’d Like To Thank The Academy              | 8. Dez. 2010         | 20. Juni 2013                         | Tawnia McKiernan  | Bill Callahan & Todd Harthan       |
| 77         | 14        | Ist das Leben nicht Shawn?                   | The Polarizing Express                      | 15. Dez. 2010        | 27. Juni 2013                         | James Roday       | Saladin K. Patterson & James Roday |
| 78         | 15        | Bärendienste                                 | Dead Bear Walking                           | 15. Dez. 2010        | 4. Juli 2013                          | Andy Berman       | Andy Berman                        |
| 79         | 16        | Yang 3 In 2D                                 | Yang 3 In 2D                                | 22. Dez. 2010        | 11. Juli 2013                         | Mel Damski        | Andy Berman and James Roday        |

## Staffel 6
Die Erstausstrahlung der sechsten Staffel war vom 12. Oktober 2011 bis zum 11. April 2012 auf dem US-amerikanischen Kabelsender USA Network zu sehen. Die deutschsprachige Erstausstrahlung der ersten fünf Episoden sendete der deutsche Free-TV-Sender RTL vom 18. Juli bis zum 15. August 2013. Die restlichen Episoden sendete Super RTL vom 1. September bis zum 6. Oktober 2014 in Doppelfolgen.
| Nr. (ges.) | Nr. (St.) | Deutscher Titel                                   | Originaltitel                                                      | Erstausstrahlung USA | Deutschsprachige Erstausstrahlung (D) | Regie             | Drehbuch                           |
| ---------- | --------- | ------------------------------------------------- | ------------------------------------------------------------------ | -------------------- | ------------------------------------- | ----------------- | ---------------------------------- |
| 80         | 1         | Shawn rettet Darth Vader                          | Shawn Rescues Darth Vader                                          | 12. Okt. 2011        | 18. Juli 2013                         | Steve Franks      | Steve Franks                       |
| 81         | 2         | Hangover in Santa Barbara                         | Last Night Gus                                                     | 19. Okt. 2011        | 25. Juli 2013                         | Andy Berman       | Andy Berman                        |
| 82         | 3         | Lassie, der Vampirköder                           | This Episode Sucks                                                 | 26. Okt. 2011        | 1. Aug. 2013                          | James Roday       | Todd Harthan & James Roday         |
| 83         | 4         | Psych-Man Forever                                 | The Amazing Psych-Man & Tap Man, Issue #2                          | 2. Nov. 2011         | 8. Aug. 2013                          | Mel Damski        | Saladin K. Patterson               |
| 84         | 5         | Coach Spencer und der Mord im Sport               | Dead Man’s Curve Ball                                              | 9. Nov. 2011         | 15. Aug. 2013                         | Mel Damski        | Bill Callahan                      |
| 85         | 6         | Durchgeknallt im Kuckucksnest                     | Shawn, Interrupted                                                 | 16. Nov. 2011        | 1. Sep. 2014                          | Andrew Bernstein  | Kell Cahoon                        |
| 86         | 7         | Treffen der Generationen                          | In for a Penny…                                                    | 30. Nov. 2011        | 1. Sep. 2014                          | Mel Damski        | Todd Harthan                       |
| 87         | 8         | Sekte oder Selters                                | The Tao of Gus                                                     | 7. Dez. 2011         | 8. Sep. 2014                          | John Badham       | Tim Meltreger                      |
| 88         | 9         | Wochenende für 2, Ärger für 3                     | Neil Simon’s Lover’s Retreat                                       | 14. Dez. 2011        | 8. Sep. 2014                          | Brad Turner       | Carlos Jacott                      |
| 89         | 10        | Indiana Shawn und der Tempel des rostigen Dolches | Indiana Shawn and the Temple of the Kinda Crappy, Rusty Old Dagger | 29. Feb. 2012        | 15. Sep. 2014                         | Steve Franks      | Steve Franks                       |
| 90         | 11        | Lassie – total verhext                            | Heeeeere’s Lassie                                                  | 7. März 2012         | 15. Sep. 2014                         | James Roday       | Todd Harthan & Tim Meltreger       |
| 91         | 12        | Eine Frau zuviel im Spiel                         | Shawn and the Real Girl                                            | 14. März 2012        | 22. Sep. 2014                         | Timothy Busfield  | Andy Berman                        |
| 92         | 13        | Der Sehende unter den Blinddärmen                 | Let’s Doo-Wop It Again                                             | 21. März 2012        | 22. Sep. 2014                         | Jay Chandrasekhar | Saladin K. Patterson & Kell Cahoon |
| 93         | 14        | Crazy Chatterlys Liebhaberei                      | Autopsy Turvy                                                      | 28. März 2012        | 29. Sep. 2014                         | Jennifer Lynch    | Andy Berman & James Roday          |
| 94         | 15        | Kein Täter ist je vergessen                       | True Grits                                                         | 4. Apr. 2012         | 29. Sep. 2014                         | Reginald Hudlin   | Saladin K. Patterson               |
| 95         | 16        | Stadt, Feind, Schuss                              | Santabarbaratown                                                   | 11. Apr. 2012        | 6. Okt. 2014                          | David Crabtree    | Bill Callahan                      |

## Staffel 7
Die Erstausstrahlung der siebten Staffel war vom 27. Februar bis zum 29. Mai 2013 auf dem US-amerikanischen Kabelsender USA Network zu sehen. Die deutschsprachige Erstausstrahlung sendet der deutsche Free-TV-Sender Super RTL vom 6. Oktober bis zum 1. Dezember 2014.
| Nr. (ges.) | Nr. (St.) | Deutscher Titel                    | Originaltitel               | Erstausstrahlung USA | Deutschsprachige Erstausstrahlung (D) | Regie                | Drehbuch                           |
| ---------- | --------- | ---------------------------------- | --------------------------- | -------------------- | ------------------------------------- | -------------------- | ---------------------------------- |
| 96         | 1         | Schuss, Schock, Shawn              | Santabarbaratown 2          | 27. Feb. 2013        | 6. Okt. 2014                          | Mel Damski           | Steve Franks & Bill Callahan       |
| 97         | 2         | Wenn Frauen Männer trauen          | Juliet Takes a Luvvah       | 6. März 2013         | 13. Okt. 2014                         | Andy Berman          | Andy Berman                        |
| 98         | 3         | Bigfoot und die Spencersons        | Lassie Jerky                | 13. März 2013        | 13. Okt. 2014                         | James Roday          | James Roday                        |
| 99         | 4         | No Country For Two Old Men         | No Country for Two Old Men  | 20. März 2013        | 20. Okt. 2014                         | Mel Damski           | Kell Cahoon                        |
| 100        | 5         | Leichen zum Dessert                | 100 Clues                   | 27. März 2013        | 20. Okt. 2014                         | Matt Shakman         | Todd Harthan                       |
| 101        | 6         | Manege frei für den Mörder         | Cirque du Soul              | 3. Apr. 2013         | 27. Okt. 2014                         | Jennifer Lynch       | Saladin K. Patterson               |
| 102        | 7         | Hochzeit zwischen Freund und Feind | Deez Nups                   | 10. Apr. 2013        | 27. Okt. 2014                         | James Roday          | Bill Callahan & James Roday        |
| 103        | 8         | Alle Wege führen nach Schweden     | Right Turn or Left for Dead | 17. Apr. 2013        | 3. Nov. 2014                          | David Crabtree       | Carlos Jacott                      |
| 104        | 9         | Juliet hat den Hosenanzug an       | Juliet Wears the Pantsuit   | 24. Apr. 2013        | 3. Nov. 2014                          | Jennifer Lynch       | Brittany Hilgers                   |
| 105        | 10        | Der Gärtner war es nicht           | Santa Barbarian Candidate   | 1. Mai 2013          | 10. Nov. 2014                         | Richard Coleman      | Tim Meltreger                      |
| 106        | 11        | Hast du ein Kollegenschwein        | Office Space                | 8. Mai 2013          | 10. Nov. 2014                         | Andrew Bernstein     | Andy Berman & Todd Harthan         |
| 107        | 12        | Kill the Radio Star                | Dead Air                    | 15. Mai 2013         | 17. Nov. 2014                         | Saladin K. Patterson | Saladin K. Patterson & Kell Cahoon |
| 108        | 13        | Wer schön sein will, muss sterben  | Nip and Suck It             | 22. Mai 2013         | 17. Nov. 2014                         | Mel Damski           | Carlos Jacott & Tim Meltreger      |
| 109        | 14        | Wer dem Frieden nicht traut        | No Trout About It           | 29. Mai 2013         | 1. Dez. 2014                          | Brad Turner          | Bill Callahan & Carlos Jacott      |

## Psych: The Musical
Die Erstausstrahlung des Musical-Fernsehfilms Psych: The Musical erfolgte am 15. Dezember 2013 auf dem US-amerikanischen Kabelsender USA Network. Das Drehbuch zum 90 Minuten langen Film, den man auch als die letzten beiden Episoden der siebten Staffel zählt, wurde von Steve Franks geschrieben, der auch die Regie übernahm. Die deutschsprachige Erstausstrahlung war unter dem Titel Psych macht Musik: Weltstars singen woanders am 24. November 2014 auf dem deutschen Free-TV-Sender Super RTL zu sehen.
| Nr. (ges.) | Nr. (St.) | Deutscher Titel                              | Originaltitel      | Erstausstrahlung USA | Deutschsprachige Erstausstrahlung (D) | Regie        | Drehbuch     |
| ---------- | --------- | -------------------------------------------- | ------------------ | -------------------- | ------------------------------------- | ------------ | ------------ |
| 110/111    | 15/16     | Psych macht Musik: Weltstars singen woanders | Psych: The Musical | 15. Dez. 2013        | 24. Nov. 2014                         | Steve Franks | Steve Franks |

## Staffel 8
Die Erstausstrahlung der achten Staffel war vom 8. Januar bis zum 26. März 2014 auf dem US-amerikanischen Kabelsender USA Network zu sehen. Die deutschsprachige Erstausstrahlung sendet der deutsche Free-TV-Sender Super RTL vom 1. Dezember 2014 bis zum 5. Januar 2015.
| Nr. (ges.) | Nr. (St.) | Deutscher Titel                                 | Originaltitel                                                        | Erstausstrahlung USA | Deutschsprachige Erstausstrahlung (D) | Regie           | Drehbuch                           |
| ---------- | --------- | ----------------------------------------------- | -------------------------------------------------------------------- | -------------------- | ------------------------------------- | --------------- | ---------------------------------- |
| 112        | 1         | Bube, Dame, König, Shawn und Burtons Feuerkelch | Lock, Stock, Some Smoking Barrels and Burton Guster’s Goblet of Fire | 8. Jan. 2014         | 1. Dez. 2014                          | Steve Franks    | Steve Franks & Kell Cahoon         |
| 113        | 2         | Aus dem Alltag eines Taugenichts                | S.E.I.Z.E. the Day                                                   | 15. Jan. 2014        | 8. Dez. 2014                          | David Crabtree  | Todd Harthan                       |
| 114        | 3         | Und wieder ist es überwiegend wolkig …          | Cloudy… With a Chance of Improvement                                 | 22. Jan. 2014        | 8. Dez. 2014                          | Andy Berman     | Andy Berman & Todd Harthan         |
| 115        | 4         | Leiche macht mobil – bei Arbeit, Mord und Deal  | Someone’s Got a Woody                                                | 29. Jan. 2014        | 15. Dez. 2014                         | Mel Damski      | Andy Berman & Saladin K. Patterson |
| 116        | 5         | Gus möchte anders enden                         | Cog Blocked                                                          | 5. Feb. 2014         | 15. Dez. 2014                         | Brad Turner     | Saladin K. Patterson               |
| 117        | 6         | 1967: Odyssee im Psych-Raum                     | 1967: A Psych Odyssey                                                | 26. Feb. 2014        | 22. Dez. 2014                         | Kirsten Nelson  | James Roday & Tim Meltreger        |
| 118        | 7         | Imbiss der Tod sie scheidet                     | Shawn and Gus Truck Things Up                                        | 5. März 2014         | 22. Dez. 2014                         | David Crabtree  | Saladin K. Patterson               |
| 119        | 8         | Paranormale Aktivitäten und der Professorenmord | A Touch of Sweevil                                                   | 12. März 2014        | 29. Dez. 2014                         | Richard Coleman | Kell Cahoon & Todd Harthan         |
| 120        | 9         | Gus – Mörderische Träume                        | A Nightmare on State Street                                          | 19. März 2014        | 29. Dez. 2014                         | James Roday     | Carlos Jacott                      |
| 121        | 10        | Mit einem Neuanfang hört es auf                 | The Breakup                                                          | 26. März 2014        | 5. Jan. 2015                          | Steve Franks    | Steve Franks                       |